# Manská kočka
Manská kočka, též Manx, je pradávné plemeno, jehož typickým znakem je výrazně zkrácený nebo zcela chybějící ocas. Vzniklo přirozeně a je dodnes drženo na ostrově Man. Sedlácké obyvatelstvo ostrova ho využívá jako lovce myší a oblíbené domácí zvíře.

## Historie
Manská kočka pochází z ostrova Man, jenž leží v Irském moři. Toto plemeno je známé již od konce 19. století a je rozšířené především v Anglii, ve Skandinávských zemích a v Americe. Uznávají jej organizace GCCF, FIFe, CFA a TICA.
Zmínky o převozu manských koček z jejich rodného ostrova jsou vysledovatelné již od roku 1830 a na výstavách koček ve Spojených státech a v Evropě bylo plemeno prezentováno už kolem roku 1890. Velký zájem milovníků koček ze zahraničí v 50. letech 20. století vedl k založení státní chovné stanice na ostrově Man.
Plemeno je na ostrově Man oficiálně chráněné. Ve zbytku světa se na kočku bez ocasu pohlíží jako na kuriozitu, na ostrově Man jsou ale zvláštní kočky s ocasem.

## Vzhled
Manská kočka má poměrně velkou a kulatou hlavu s tvářemi, které vypadají trochu otekle. Nos má lehce ohnutý. Její uši jsou na koncích zašpičatělé, posazené vysoko, mírně skloněné dopředu. Oči má stejné jako ostatní evropské krátkosrsté kočky.
Tělo má tato kočka krátké, svalnaté a vcelku mohutné. Krk má krátký, záda a bedra má lehce vypouklá, hrudník má široký. Nohy má pevné a urostlé, zadní nohy jsou o něco delší a silnější než přední. Její srst je jemná a měkká, může být krátká i dlouhá. Podobně jako evropské krátkosrsté kočky může mít libovolné zbarvení.
Rozlišují se tři druhy manských koček:
- rumpy (z angl. rump – „zadnice“): bezocasé kočky, jež mají místo ocasu mělkou prohlubeň a srst zhuštěnou do malého střapce
- stumpy (angl. „zavalitý“): kočky s ocasem, který zůstal jen v počátečním stádiu růstu a je složený jen ze dvou až tří obratlů
- taily (angl. „ocasatý“): kočky s ocasem, jež jsou nezbytné pro zdravý chov

Chovatelé páří vždy bezocasou kočku (rumpy či stumpy) s kočkou s ocasem (taily). Důvodem je, že při spáření dvou bezocasých koček by vždy zhruba čtvrtina embryí byla homozygotní a neživotaschopná, v děloze by se přestala vyvíjet a následně by byla potracena. Bezocasé kočky jsou tedy vždy heterozygoti. Z páření bezocasé kočky s kočkou s ocasem bude zhruba polovina koťat bezocasá (heterozygoti jako příslušný rodič), druhá polovina pak s ocasem (bez genu způsobujícího bezocasost).

## Povaha
Manská kočka má klidný, vyrovnaný charakter a chová se velmi přátelsky k člověku. Je též velmi přizpůsobivá. I když nemá ocas, dokáže velice dobře šplhat a lézt. Při dobré péči se může dožít vysokého věku.